# Asamblea de los Expertos
La Asamblea de Expertos (también llamada Asamblea de los Expertos de la dirección) de Irán (en persa: مجلس خبرگان رهبری‎, Maŷlés-e Jobregán-e Rahbari), es un cuerpo deliberativo de 88 moŷtahed que se encargan de elegir al Líder Supremo de Irán y de supervisar sus actividades. Los miembros de la asamblea son elegidos de una lista de candidatos filtrada por el gobierno por voto público y directo para periodos de ocho años. Las leyes actuales requieren que la asamblea se reúna por lo menos dos días, dos veces al año. El actual presidente (interino) de la asamblea es ِِِِِِِِAhmad Yanati. Después del fallecimiento el 21 de octubre de 2014 del presidente, el ayatolá Mohammad Rezá Mahdaví Kaní, Mohamad Yazdi fue el presidente hasta 24 de mayo de 2016. En la actualidad, la edad promedio de los miembros de la Asamblea se encuentra por encima de los 60 años.

## Historia
La Asamblea de los Expertos de la Dirección fue primero elegida y acordada en 1983. La primera Asamblea de Expertos escogió al Ayatolá Montazeri como sucesor del líder supremo, el gran ayatolá Ruhollah Jomeini, en 1985. En 1989, sin embargo, revirtieron su decisión y lo despidieron después de que Jomeini lo denunciara. Tras la muerte de Ruhollah Jomeini el 3 de junio de 1989, la Asamblea de Expertos escogió a Alí Jamenei para ser su sucesor como Líder Supremo, en lo que probó ser una transición tranquila. En un inicio, un consejo de tres miembros, "Ali Meshkini, Mousavi Ardabili y Alí Jamenei", fueron propuesto como Líderes. Tras el rechazo de un Consejo de dirección por la asamblea y la falta de votos para el gran ayatolá Mohammad Reza Golpaygani, Jamenei se convirtió en el Líder Supremo por dos tercios de los votos.
Los miembros de la Asamblea de Expertos son elegidos cada ocho años, por lo cual se han formado 4 de ellos, empezando en 1983, 1991 y 1999. La Asamblea formada en 2007 durará excepcionalmente diez años debido al plan de "agregación de elección" de Irán, puesto en funcionamiento para permitir al gobierno llevar a cabo una elección simultánea tanto para la Asamblea de Expertos, como para el Parlamento. De esta manera, se economizarán los costos de la elección.

## Funciones
Según la Constitución de la República Islámica de Irán, la asamblea está a cargo de supervisar, despedir y elegir al Líder Supremo. En el caso de su muerte, renuncia o despido, los Expertos deben tomar las medidas para nombrar en el periodo más corto posible a un nuevo Líder." Toda vez que el Líder se vuelva incapaz de cumplir sus deberes constitucionales o falte a alguna de las calificaciones mencionadas en la Constitución o se sepa que no poseía algunas de las cualidades desde un inicio, será despedido." La asamblea nunca ha despedido a un Líder Supremo en funciones y, como sus reuniones y notas son estrictamente confidenciales, nunca se ha sabido que la asamblea haya desafiado o por lo demás supervisado públicamente ninguna de las decisiones del Líder Supremo.
Los Expertos deben revisar y consultar entre ellos con respecto a los juristas islámicos que posean las calificaciones de liderazgo. Constitucionalmente, estos criterios incluyen "erudición islámica, justicia, piedad, perspicacia política y social, prudencia, coraje, facilidades administrativas y capacidad adecuada para el liderazgo." En el caso de que encuentren a uno de los juristas mejor versado en las regulaciones islámicas que posea popularidad general o prominencia especial por cualquiera de las calificaciones de liderazgo, deberán escogerlo como el Líder Supremo. De otra manera, en la ausencia de tal candidato, los Expertos deberán elegir y declarar a uno de entre ellos mismos como el Líder Supremo.
La asamblea se reúne cada seis meses. Las actividades de la asamblea incluyen la compilación de una lista de aquellos elegibles para convertirse en líder en el caso de la muerte, renuncia o despido del líder en funciones. Asimismo, deberán vigilar al líder en funciones para asegurarse de que mantenga todos los criterios listados en la Constitución. Los miembros de la asamblea informan a esta última comisión sobre los temas relativos al líder en funciones y, luego, la comisión puede ordenar una reunión de emergencia de la asamblea. Si la comisión niega esto, los miembros pueden pedir a la asamblea general que vote y si la mayoría de los miembros de la asamblea lo decide, habrá una reunión de emergencia de la asamblea para discutir sobre el líder en funciones. Las reuniones, notas de las reuniones e informes de la asamblea son confidenciales y no están disponibles para nadie fuera de la asamblea, con la excepción del Líder Supremo en funciones.
La Constitución no especifica los requerimientos para los miembros de la asamblea, lo que dejar a la asamblea misma poner los límites sobre quién puede ser un candidato. La asamblea ha aprobado leyes para que se requiera que todos sus miembros sean expertos en Fiqh (jurisprudencia islámica), autorizando al Consejo de Guardianes vetar a los candidatos a la competencia en Ijtihad usando exámenes escritos y orales. Esta ley está siendo desafiada por el movimiento reformista y su campaña electoral de 2006 que incluyó cambiar esta ley para permitir a los no clérigos ingresar a la asamblea, y reformar la ley que permite que el Consejo de Guardianes vete candidatos.

## Críticas
La Asamblea de Expertos iraní ha sido objeto de muchas críticas con respecto a su estructura y función. Por ejemplo, la asamblea nunca ha invitado al Líder a sus reuniones. Al Líder Supremo de Irán nunca se le ha pedido ofrecer un informe de su desempeño durante las últimas décadas. En su lugar, los miembros de la asamblea se reúnen con el líder en varios ocasiones en busca de consejo. La asamblea tiene muy pocas reuniones anuales y los miembros mayormente discuten temas no relativos a sus deberes, como comentar sobre las políticas del presidente y del gobierno y sobre la política exterior de Irán. Incluso algunos conservadores admiten la debilidad del desempeño de la Asamblea. En 2006, Mohammad Reza Bahonar, primer portavoz del 7.º parlamento, dijo que la Asamblea de Expertos debería presentar un informe sobre su desempeño para que el pueblo se entere de la importancia de la institución. Como todas sus reuniones y notas son estrictamente confidenciales, nunca se ha conocido que la Asamblea haya desafiado alguna de las decisiones del Líder Supremo.